# واجل
واجل، روستایی در دهستان واجل بخش مرکزی شهرستان صیدون در استان خوزستان ایران است که به روستای پزشک پرور شهرت دارد.   

## جمعیت
بر پایه سرشماری عمومی نفوس و مسکن در سال ۱۳۹۵، جمعیت این روستا برابر با ۳۸۹۱ نفر (۶۶۱ خانوار) بوده‌است.